# Рибалочка новоірландський
Рибалочка новоірландський (Ceyx mulcatus) — вид сиворакшоподібних птахів родини рибалочкових (Alcedinidae). Ендемік Папуа Нової Гвінеї. Раніше входив до комплексу видів новогвінейського рибалочки-крихітки, однак був визнаний окремим видом.

## Опис
Довжина птаха становить 14 см. Голова і верхня частина тіла сині, на скронях оранжево-білі плями, обличчя оранжеве. Нижня частина тіла блідо-жовтувато-оранжева. Дзьоб чорний.

## Поширення і екологія
Новоірландські рибалочки мешкають на островах Нова Ірландія, Новий Гановер, Табар і Ліхір в архіпелазі Бісмарка. Вони живуть в підліску вологих тропічних лісів, в густих вторинних заростях і на плантаціях. Зустрічаються на висоті до 1300 м над рівнем моря.

## Збереження
МСОП класифікує стан збереження цього виду як близький до загрозливого. Новоірландським рибалочкам загрожує знищення природного середовища.